# Concili d'Elvira
El Concili d'Elvira o d'Iliberis (llatí: Concilium Eliberritanum), va ser el primer concili que es va celebrar a la província romana d'Hispània Baetica per l'església cristiana. Va tenir lloc a la ciutat d'Iliberis, prop de l'actual ciutat de Granada. La seva data és incerta, entre el 300 i el 324. En el primer cas seria anterior a la persecució de Dioclecià i en el segon, posterior a l'Edicte de Milà de Constantí.
Aquest concili va ser un dels més importants portats a terme a les províncies, seguit pel Concili d'Arle i el Sínode d'Ancira els quals prepararien el camí per al primer concili ecumènic catòlic. Al Concili d'Elvira assistiren 19 bisbes i 26 preveres de tota la península Ibèrica, així com laics.

## Història
La data disputada varia: alguns com Louis Duchesne i Víctor de Clercq creuen que va ser entre el 300 al 303, abans de la persecució de Dioclecià, per a altres es va dur a terme abans del concili d'Arles entre el concili de Nicea 303, 314 o 325.
Karl Josef von Hefele i Robert William Dale, Domenico Mansi i Jean Hardouin creuen que es va celebrar entre 305 al 306 mentre que Hennecke conclou que va ser en temps "de pau, sense pensar que immediatament vingués una persecució; aquesta absència d'alguna previsió fa que no es conegui la data exacta".
Alguns investigadors creuen que va tenir lloc a Hispània Baetica, a la ciutat de Granada o en algun lloc proper, ja que Elvira o Eliberri era com antigament s'havia conegut a Granada. En realitat Elvira era una ciutat propera a Granada, als voltants de l'actual Atarfe, que va sucumbir al segle xi en el marc de les persecucions contra jueus i cristians mossàrabs.
Aquí els 19 bisbes i 26 preveres en la seva majoria de la Hispània Bètica i Carthaginensis es van reunir a instància d'Osi de Còrdova, però sota la presidència del bisbe Fèlix d'Acci (actualment Guadix), probablement per ser el bisbe més antic present, amb els seus punts de vista per restaurar l'ordre i disciplina dins de l'Església Catòlica, a conseqüència d'aquest concili van sortir altres cànons que serien associats amb el concili d'Elvira.
El Concili d'Elvira, per la seva antiguitat i el seu caràcter de document excepcional del cristianisme a Hispània, ha estat objecte d'atenció per esbrinar l'origen d'aquest. Per a alguns autors reflecteix una influència de les comunitats cristianes d'Àfrica.

## Els cànons
En els seus 81 cànons, tots disciplinaris, hi ha la llei eclesiàstica més antiga fa al celibat del clergat, la institució de les verges consagrades (virgines Deo sacratae), referències a l'ús d'imatges (d'interpretació discutida), a les relacions amb pagans, jueus i heretges, i moltes altres, relatives a temes com el matrimoni, baptisme, dejuni, excomunió, enterrament, usura, vigílies, o compliment de l'obligació d'assistir a missa.
En el concili, es va tractar el tema de la separació de les comunitats jueves que hi havia a Hispània; a la vegada van col·locar estrictes prohibicions per allunyar els cristians de l'ambient pagà. Aquestes prohibicions anaven des de les carreres de quadrigues fins al culte imperial. Aquest concili va establir les bases del que seria l'Església a Hispània. Entre els nombrosos bisbes assistents trobem a Osi de Còrdova, el Bisbe d'Eliocroca i el bisbe de Màlaga Sant Patrici que va exercir el seu episcopat entre els anys 290 i 307.
Víctor De Clercq apunta que "a excepció d'Osi de Còrdova, no sabem pràcticament res d'aquests homes, i ni sabem amb certesa quan i on va ser tal concili, i que l'Església d'Espanya va ser una de les primeres abans de l'Església de Constantí "
L'entorn social dels Cristians d'Hispània es pot deduir dels cànons que prohibienn el casament i les relacions sexuals amb els jueus, els pagans i heretges, amb la qual cosa es tancaven així les magistratures de flamen i duumvir als cristians, els prohibia el contacte amb la idolatria i participar en qualsevol altre festeig o jocs públics pagans
L'estat de la moral es reflecteix en els cànons que denuncien els vicis prevalents. Els cànons respecte al clergat mostren un clergat i una classe especial amb privilegis particulars, que actuen sota un estàndard moral més exigent, amb penes més severes per a la delinqüència. El bisbe ha adquirit el control dels sagraments, els preveres i diaques actuen només sota les seves ordres, l'episcopat apareix com una unitat, els bisbes estan obligats a respectar mútuament els seus decrets disciplinaris.
Maurice Meigne considera que només els primers vint-cànons en la llista que coneixem havien estat promulgats a Elvira; els altres haurien estat agregats després a la col·lecció.
Segons els termes del cànon primer, als cristians no practicants de la religió els estava prohibit la santa comunió fins i tot en articulo mortis o últimes paraules, una inusual i rigorosa aplicació dels principis del novacianisme, la qual havia dividit l'església des de la seva recuperació de les persecucions a mitjan segle tercer: comparat amb la severitat de Cebrià de Cartago el tema principal d'aquest cànon és una indicació més de la data següent a la persecució.
Entre els últims cànons, el cànon 33 ordena el celibat a tots els clergues, fossin casats o no, i a tots els que exercien el ministeri a l'altar (aquest és el cànon més antic sobre el celibat).
El cànon 36, prohibeix les imatges a les esglésies (comparat amb la controvèrsia Iconoclasta l'Est), i permet el baptisme als laics sota certes condicions. El cànon 53, prohibeix a un bisbe perdonar a una persona que ha estat excomunicada per un altre bisbe.